# Янко Добринов
Янко Димитров Добринов е български революционер, деец на Вътрешната македоно-одринска революционна организация.

## Биография
Роден е в 1860 година в Охрид. Остава неграмотен. Работи като лодкар и с чуна си става един от първите доставчици на оръжие и муниции за Охридската революционна околия на ВМОРО, като ги купува от албанци в Поградец. След сражението на четата на поп Христо Търпев в Конско на 13 януари 1903 година властите откриват името му в заловената архива. Затворен е в Охрид заедно с още 11 селяни - като всички са пребивани от бой. Всички други умират, но Добринов е спасен от чаушина Сали от Корча, който се оказва негов приятел, и след три месеца е пуснат. Става нелегален в четата на Никола Митрев, с която участва в Илинденско-Преображенското въстание и в сраженията на бранейната елшанска и на Рашанец край Куратица.
След въстанието емигрира в Америка на гурбет, където го заварва Балканската война. По време на Първата световна война е в редовете на българската армия. След войната остава в Охрид. Умира след освобождението на Вардарска Македония в 1941 година.